# Ernst Katzmann

Ernst Katzmann

 Ernst Katzmann  (* 10. November 1897 in Vieselbach; † 6. Juni 1968 in Mannheim) war ein deutscher NSDAP-Politiker.

## Berufliches Leben
Katzmann war Schornsteinfegermeister in Vieselbach, seit April 1933 dann Bezirksschornsteinfeger. Im Mai 1935 wurde er Stellvertretender Reichsinnungsmeister. Weitere Ämter waren Landeshandwerksführer von Mitteldeutschland, Vorstandsmitglied im „Reichsstand des Deutschen Handwerks“ sowie Handwerkskammerpräsident in Weimar.

## Politisches Leben

### Bis zum Ende der NS-Zeit
Katzmann trat zum 1. Juni 1928 der NSDAP bei (Mitgliedsnummer 90.564), er vertrat von 1930 bis 1936 als Mitglied des Reichstages den Wahlkreis 12 Thüringen.
Er war auch Thüringer Staatsrat. Weitere Funktionen waren Gauleiter im Kampfbund für den gewerblichen Mittelstand sowie Gauleiter der NS-Hago, der Handwerks-, Handels- und Gewerbeorganisationen der Deutschen Arbeitsfront (DAF).

### Nachkriegszeit
In der Fahndungsliste der Amerikaner 1945 ist Ernst Katzmann unter der Registrierung „38856 M 97 NSDAP Reichsredner“ zu finden.
Beim in einigen Büchern veröffentlichten Todesdatum 19. September 1957 in Darmstadt handelt es sich um eine Verwechselung mit SS-Gruppenführer Fritz Katzmann.